# Frans Willeme
Frans Willeme (* 23. Dezember 1952 in Eygelshoven, Provinz Limburg) ist ein niederländischer Kommunalpolitiker (CDA). Er verfehlte 2011 knapp die Mehrheit bei der Wahl zum Bürgermeister im niedersächsischen Nordhorn, das unmittelbar an der niederländischen Grenze liegt. Er wäre damit der erste ausländische Bürgermeister in einem Land der Europäischen Union geworden.

## Leben
Frans Willeme studierte Rechtswissenschaften und arbeitete dann in Geleen und Oegstgeest, Provinz Zuid-Holland in Stadtverwaltungen. 1988 wurde er Bürgermeister in der fünf Kilometer von Nordhorn gelegenen Gemeinde Denekamp, Region Twente, Provinz Overijssel. Nach einer kommunalen Neuordnung war er von 2001 bis 2008 Bürgermeister der Nachfolge-Gemeinde Dinkelland mit 26.000 Einwohnern.
Bereits 2005 hatte sich der heutige Nordhorner Ehrenbürgermeister Friedel Witte (SPD) bemüht, Willeme zu einer Kandidatur in Nordhorn zu bewegen. Er konnte aber keine Mehrheit in der SPD organisieren. 2009 startete die Nordhorner CDU einen Versuch. Willeme sagte zu und wurde nicht nur von der CDU, sondern auch von der FDP und der Wählergemeinschaft Initiative Pro Grafschaft unterstützt. Die SPD stellte jedoch einen eigenen Kandidaten auf, Thomas Berling, damals Leiter des örtlichen Tierparks.
Bei den Kommunalwahlen in Niedersachsen am 11. September 2011 waren alle im Ort wohnhaften EU-Bürger ab 16 Jahre wahlberechtigt. Außerdem musste ein Bürgermeisterkandidat seinen ständigen Wohnsitz nicht mehr in der Gemeinde haben, in der er antreten wollte. Willeme erreichte 49,9 Prozent und gewann damit für die bürgerliche Seite 12,5 Prozentpunkte gegenüber der letzten Bürgermeisterwahl hinzu. In absoluten Zahlen hatte Gegenkandidat Berling 66 Stimmen mehr. Die SPD, die bereits seit 25 Jahren den Bürgermeister stellt, bildete unverändert die stärkste Fraktion im Stadtrat.
2014 wurde Willeme für sein Engagement für die grenzüberschreitende Zusammenarbeit und die deutsch-niederländische Nachbarschaft mit dem People-to-People-Preis der Euregio ausgezeichnet.